# 슬로벤스케코니체

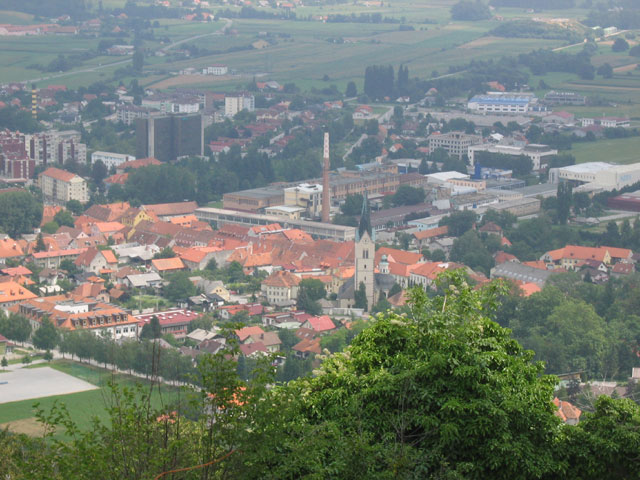
슬로벤스케코니체

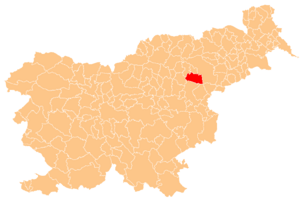
슬로벤스케코니체의 위치

슬로벤스케코니체(슬로베니아어: Slovenske Konjice, 독일어: Gonobitz 고노비츠[*])는 슬로베니아의 도시로 면적은 97.8km2, 인구는 13,612명(2002년 기준), 인구 밀도는 139.2명/km2이다.